# Ernst August von Döring

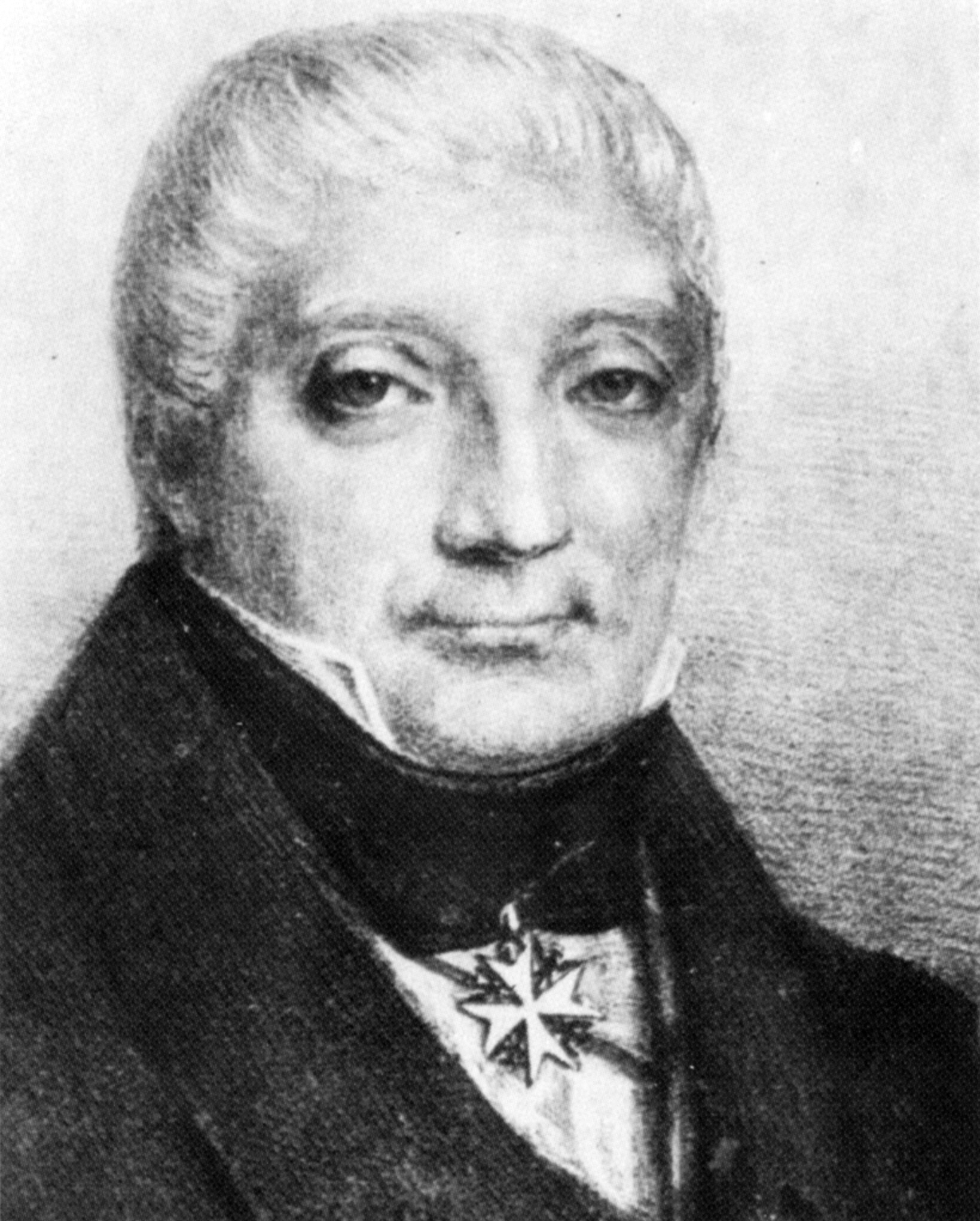
Ernst August von Döring (1767–1850)

Ernst August von Döring (* 5. September 1767 in Weende; † 23. März 1850 in Pinneberg) war ein deutsch-dänischer Politiker, Landdrost (Landrat) der Herrschaft Pinneberg.

## Familie
Seine Eltern waren der Wolfenbütteler Drost, Königlich dänische Kammerherr und Geheime Konferenzrat in Sonderburg Johann von Döring (* Badow 5. August 1741; † Kiel 28. Februar 1818) und Dorothea Eleonore Lucie von Döring geb. Spangenberg (* Göttingen 25. Februar 1746; † Pinneberg 25. Juli 1822). Seine Schwester war die Stiftsdame des adligen Klosters Medingen Luise Amalie Friederike Wilhelmine von Döring (* 26. Oktober 1799; † 23. August 1830).
Er war verheiratet mit seiner Cousine Louise Henriette, ebenfalls geborene von Döring (* 6. August 1770; † 5. Februar 1845), Tochter des königlichen Hof- und Kanzlei-Ratsherrn von Döring in Hannover.
Sein Sohn Heinrich Ernst August Ferdinand von Döring (* 17. Januar 1805; † 12. Juni 1880) heiratete am 5. Juni 1840 die Gräfin Sophie Henriette Juliane von Brockdorff (* 27. Juni 1819; † 8. August 1884), wurde Amtmann in Cismar und ab 1854 Gutsherr auf Setzin in Mecklenburg.

## Leben
Von Döring war Geheimrat, Geheimer Konferenzrat, Ritter des Johanniterordens und Landdrost der Herrschaft Pinneberg von 1817 bis 1848.
Er kaufte am 18. Juli 1818 die Drostei Pinneberg für 51.000 Mark (27.200 Rigsbankdaler) und hatte gute Kontakte zum dänischen König Friedrich VI., der ihn mehrmals in Pinneberg besuchte.
Im Laufe der Amtszeit von Döring als Landdrost erlebte die Herrschaft eine umfassende Modernisierung von Wirtschaft und Infrastruktur. Im Jahr 1828 unterzeichnete er die Gründungsurkunde der „Spar- und Leihcasse der Herrschaft Pinneberg“, aus der 2003, durch eine Fusion der Kreissparkassen der Kreise Pinneberg und Segeberg, die Sparkasse Südholstein hervorging. Zwischen Altona und Kiel wurde 1832 die Altona-Kieler Chaussee, eine befestigte Landstraße, gebaut und 1844 entstand die Bahnstrecke Hamburg-Altona–Kiel.
Auch die politischen Umwälzungen des frühen 19. Jahrhunderts waren in der Herrschaft Pinneberg zu spüren. In Itzehoe trat die Holsteinische Ständeversammlung zusammen. Der königliche Absolutismus ging damit allerdings dabei noch nicht zu Ende, denn die Stände hatten nicht einmal das Recht der Etatbewilligung. Die Bewohner der Herrschaft wurde immer selbstbewusster, und die Zeit des Nationalismus brach an. Der Konflikt zwischen der deutschen Bevölkerung und dänischer Staatsmacht wurde immer größer. Landdrost von Döring musste im Revolutionsmärz 1848 einen Volksauflauf vor der Drostei miterleben.
Die aufgestachelte Volksmenge hatte sich grölend vor dem Landdrosteigebäude versammelt. Ernst August von Döhring sah sein Leben bedroht und sandte einen Amtsdiener zu dem Pinneberger Prediger Johann Adam Mahr (1844–1899) mit der dringenden Bitte, zu kommen und das Volk zu ruhigem Auseinandergehen zu bewegen. Der Diener musste sich dabei hinten durch den landdrostlichen Garten auf einem Umweg zu dem Prediger schleichen. Prediger Mahr ging auf die Bitte ein und redete auf der Treppe des Landdrosteigebäudes stehend auf die Volksmenge ein, bis sich deren Gemüter wieder beruhigten und die Menschenmenge wieder auseinanderging. Wenige Wochen später trat Ernst August von Döring von seinem Amt als Landdrost zurück und verstarb 1850.
Der Nachfolger von Döring wurde Caspar Arnold Engel, der als interimistischer Landdrost von der Provisorischen Regierung in Kiel eingesetzt wurde, da der dänische König Christian VIII. während der Schleswig-Holsteinischen Erhebung 1848 die Macht in den Herzogthümern verlor. Engel zog jedoch bald als gewählter Abgeordneter in die Frankfurter Nationalversammlung ein.
Von Döring fand zusammen mit seiner Familie seine letzte Ruhe auf dem Rellinger Friedhof.